# Нова Весь (Томашівський повіт)
Нова Весь (пол. Nowa Wieś) — село в Польщі, у гміні Томашів Томашівського повіту Люблінського воєводства.
Населення — 137 осіб (2011).

## Історія
Первісним населенням Нової Вєші були русини, які компактно проживали на своїх історичних землях. 
У 1975—1998 роках село належало до Замойського воєводства.

## Демографія
Демографічна структура станом на 31 березня 2011 року:
|          | Загалом | Допрацездатний вік | Працездатний вік | Постпрацездатний вік |
| -------- | ------- | ------------------ | ---------------- | -------------------- |
| Чоловіки | 64      | 10                 | 46               | 8                    |
| Жінки    | 73      | 16                 | 36               | 21                   |
| Разом    | 137     | 26                 | 82               | 29                   |